# Bajka ludowa
Bajka ludowa – opowiadanie ludowe opierające się głównie na tradycji oralnej. Motywy tematyczne w bajce ludowej są zwykle schematyczne i ograniczają się do sytuacji typowych dla ludzkiego życia, a portrety psychologiczne jej bohaterów są przedstawione w sposób konwencjonalny. Inne typowe cechy bajki ludowej to kontrastowe zestawienia, prosta fabuła zawierająca pojedynczy wątek, dominacja dialogów nad narracją oraz absencja określonego czasu miejsca i akcji.
Geneza bajki ludowej jest złożona i trudna do jednoznacznego ustalenia ze względu na to, że funkcjonowanie gatunku głównie w przekazach ustnych. Przypuszcza się, że poszczególne wątki i motywy powstawały w różnych kulturach, miejscach i okolicznościach historycznych, a następnie ulegały rozpowszechnieniu i kolejnym przekształceniom.
Klasyfikacja bajki ludowej według Juliana Krzyżanowskiego:
- bajka zwierzęca - bohaterami są zwierzęta, rzadziej rośliny, przedmioty lub ludzie, a stosunki między nimi stają się metaforą stosunków międzyludzkich,
- bajka magiczna - nazywana również baśnią, charakteryzuje się obfitą ilością cudownych i fantastycznych elementów, takich jak nadprzyrodzeni pomocnicy człowieka, magiczne przedmioty, nadludzkie umiejętności,
- bajka nowelistyczna - w jej skład wchodzą liczne pomysły literatury kaznodziejskiej, ale również legend, romansu i nowelistyki,
- bajka komiczna - opowiada o zwycięstwie nad potworem lub diabłem wykazującym cechy głupoty, o groteskowych kłótniach małżeństw, o spłatanych kawałach, o przebiegłych przedstawicielach różnych stanów i zawodów; ten rodzaj bajki charakteryzuje się zwięzłością, realizmem oraz wyraźną puentą kończącą utwór,
- bajka łańcuszkowa - oparta jest na powiązaniu poszczególnych wątków historii poprzez formułkę, która czasem przyjmuje formę pytania, odpowiedź uzyskujemy dopiero pod sam koniec,
- bajka ajtiologiczna - związana jest z wierzeniami i legendami, w jej skład wchodzą historie o powstaniu ziemi, zwierząt, roślin i ludzi, często występują wątki apokryficzne i mityczne.